# Je ne sais quoi
Je ne sais quoi é uma música escrita por Örlygur Smári e Hera Björk, e interpretada por Hera Björk, que foi seleccionada para representar a Islândia no Festival Eurovisão da Canção 2010, a 6 de fevereiro de 2010.